# Barcelona Dragons
Barcelona Dragons je bio klub američkog nogometa koji je djelovao između 1991. i 2003. godine, a natjecao se u ligi NFL Europe (poznatu i pod nazivima World League of American Football i World League), a bio je smješten u Barceloni, Katalonija, Španjolska. 

Utakmice je igrao na stadionima Montjuic (poznat kao i Estadi Olímpic Lluís Companys), te na Mini Estadi. 

Posljednje dvije sezone je bio član športskog društva F.C. Barcelona.

## Uspjesi
World Bowl
- pobjednik: 1997.
  - finalist: 1991., 1998., 2001.

- prvak ligaškog dijela NFLE/WLAF: 1999., 2001.
- prvak divizije European: 1992.

## Omjer u NFL Europe
|                  | sez | ut  | pob | por | ner |
| ---------------- | --- | --- | --- | --- | --- |
| regularna sezona | 11  | 110 | 59  | 51  | 0   |
| doigravanje      | 5   | 6   | 2   | 4   | 0   |
| ukupno           | 11  | 116 | 61  | 55  | 0   |

## Trener
Jedini trener momčadi je bio Amerikanac Jack Bicknell.

## Poznati igrači
- Eric Naposki
- Demetrius Davis
- Paul "Boo Boo" Palmer
- Cornelius Anthony
- Lawrence Phillips
- Brian Finneran
- Trevor Insley
- Jon Kitna
- Marco Martos
- Xisco Marcos
- Ivan Imbernón
- Jesús Mariano Angoy

## Poveznice
- F.C. Barcelona
- NFL Europa
- dragons.es
- footballdb.com, rezultati i statistike